# Votations fédérales de 2021 en Suisse
Treize votations fédérales sont organisées en Suisse les 7 mars, 13 juin, 26 septembre et 28 novembre 2021,.

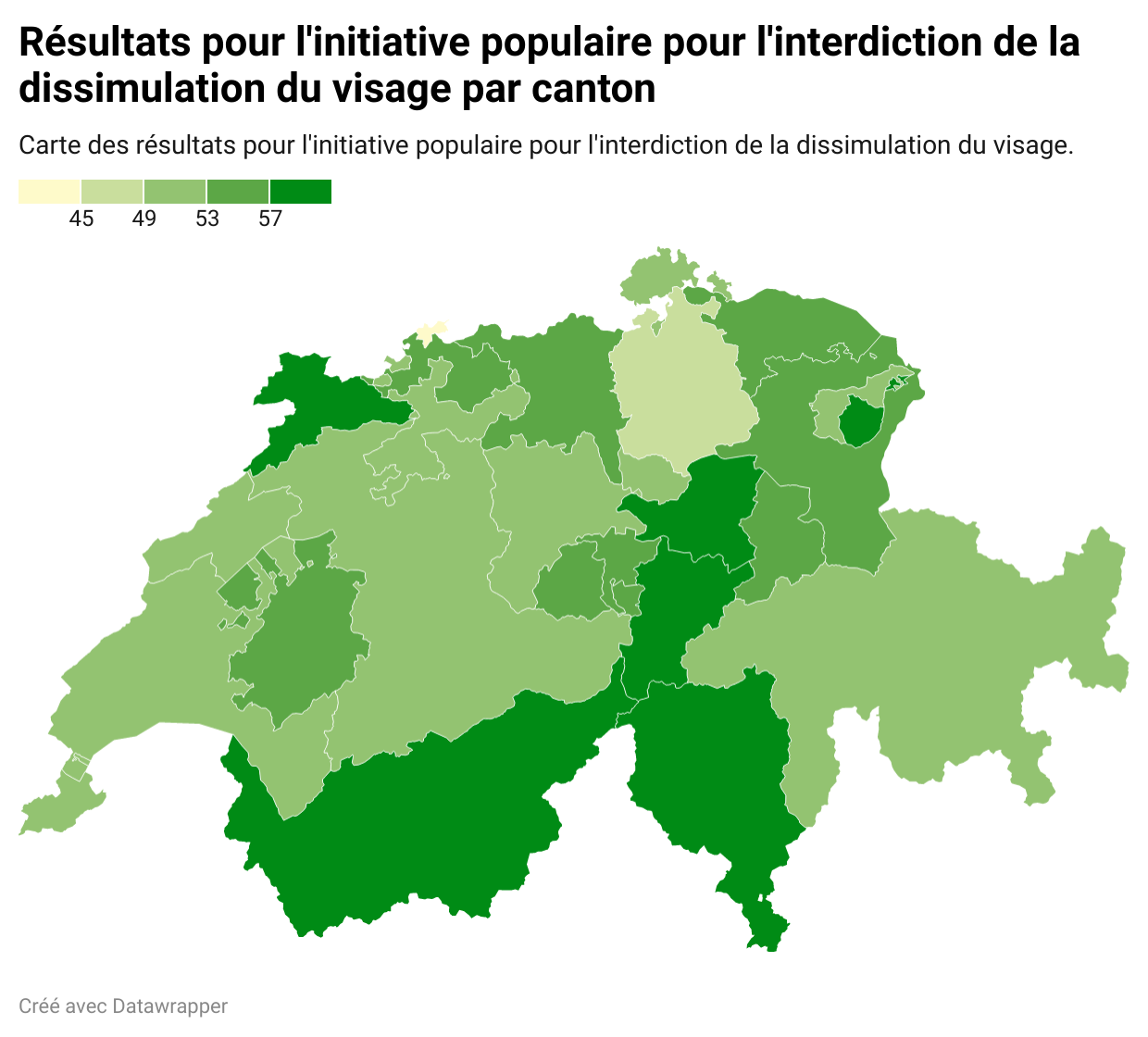
Résultats par canton de l'initiative-populaire pour l'interdiction de la dissimulation du visage. Plus le canton est vert, plus il a voté en faveur de l'initiative

## Mars
Trois objets sont soumis à la votation populaire du 7 mars :
1. L'initiative populaire du 15 septembre 2017 « Oui à l'interdiction de se dissimuler le visage » (de)»[4] ;
2. Le référendum facultatif sur la loi fédérale sur les services d’identification électronique (LSIE) du 27 septembre 2019 ;
3. Le référendum facultatif sur l'arrêté fédéral portant approbation de l’Accord de partenariat économique de large portée entre les États de l’AELE et l’Indonésie du 20 décembre 2019.

### Résultats
| Question                                | Pour      | Pour  | Contre    | Contre | Blancs | Nuls  | Total     | Inscrits  | Partici- pation | Cantons pour | Cantons pour | Cantons contre | Cantons contre |
| Question                                | Votes     | %     | Votes     | %      | Blancs | Nuls  | Total     | Inscrits  | Partici- pation | Entiers      | Demi         | Entiers        | Demi           |
| --------------------------------------- | --------- | ----- | --------- | ------ | ------ | ----- | --------- | --------- | --------------- | ------------ | ------------ | -------------- | -------------- |
| Interdiction de se dissimuler le visage | 1 427 344 | 51,20 | 1 360 317 | 48,80  | 29 104 | 9 020 | 2 826 218 | 5 496 858 | 51,42           | 16           | 4            | 4              | 2              |
| Services d’identification électronique  | 984 574   | 35,64 | 1 778 196 | 64,36  | 47 179 | 9 252 | 2 819 201 | 5 496 858 | 51,29           |              |              |                |                |
| Accord économique AELE - Indonésie      | 1 408 462 | 51,65 | 1 318 688 | 48,35  | 71 950 | 9 980 | 2 809 080 | 5 496 858 | 51,10           |              |              |                |                |

## Juin
Cinq objets sont soumis à la votation populaire du 13 juin :
1. L'initiative populaire du 18 janvier 2018 « Pour une eau potable propre et une alimentation saine – Pas de subventions pour l’utilisation de pesticides et l’utilisation d’antibiotiques à titre prophylactique » ;
2. L'initiative populaire du 25 mai 2018 « Pour une Suisse libre de pesticides de synthèse ».
3. Le référendum facultatif sur la loi fédérale du 25 septembre 2020 sur les bases légales des ordonnances du Conseil fédéral visant à surmonter l’épidémie de COVID-19 (loi COVID-19) ;
4. Le référendum facultatif sur la loi fédérale du 25 septembre 2020 sur la réduction des émissions de gaz à effet de serre (loi sur le CO2) ;
5. Le référendum facultatif sur la loi fédérale du 25 septembre 2020 sur les mesures policières de lutte contre le terrorisme (MPT).

### Initiatives sur les pesticides
Deux initiatives ont pour objet les pesticides, une portant sur les subventions et une portant à une interdiction des pesticides de synthèse. Selon une analyse de l'émission Rundschau (de) de la télévision alémanique SRF, le débat politique en lien avec ces deux initiatives est très tendu et émotionnel (par rapport à d'autres votations), entre agriculteurs mais aussi entre ville et campagne.

### Résultats
| Question                                      | Pour      | Pour  | Contre    | Contre | Blancs | Nuls   | Total     | Inscrits  | Partici- pation | Cantons pour | Cantons pour | Cantons contre | Cantons contre |
| Question                                      | Votes     | %     | Votes     | %      | Blancs | Nuls   | Total     | Inscrits  | Partici- pation | Entiers      | Demi         | Entiers        | Demi           |
| --------------------------------------------- | --------- | ----- | --------- | ------ | ------ | ------ | --------- | --------- | --------------- | ------------ | ------------ | -------------- | -------------- |
| Interdiction de la subventions des pesticides | 1 276 117 | 39,31 | 1 970 332 | 60,69  | 31 525 | 13 922 | 3 291 896 | 5 507 117 | 59,78           | 0            | 1            | 20             | 5              |
| Interdiction de l'usage des pesticides        | 1 280 026 | 39,44 | 1 965 161 | 60,56  | 32 183 | 13 876 | 3 291 246 | 5 507 117 | 59,76           | 0            | 1            | 20             | 5              |
| Loi COVID-19                                  | 1 936 344 | 60,21 | 1 280 128 | 39,79  | 54 094 | 14 760 | 3 285 326 | 5 507 117 | 59,66           |              |              |                |                |
| Loi sur le CO2                                | 1 568 032 | 48,41 | 1 671 210 | 51,59  | 34 416 | 14 108 | 3 287 766 | 5 507 117 | 59,70           |              |              |                |                |
| Loi antiterroriste                            | 1 811 795 | 56,58 | 1 390 383 | 43,42  | 63 341 | 14 834 | 3 280 353 | 5 507 117 | 59,57           |              |              |                |                |

## Septembre
Deux objets sont soumis à la votation populaire du 26 septembre :
1. L'initiative populaire du 2 avril 2019 « Alléger les impôts sur les salaires, imposer équitablement le capital » (dite « initiative 99 % ») ;
2. Le référendum facultatif sur la modification du 18 décembre 2020 du code civil suisse (mariage pour tous).

### Résultats
| Question          | Pour      | Pour  | Contre    | Contre | Blancs | Nuls   | Total     | Inscrits  | Partici- pation | Cantons pour | Cantons pour | Cantons contre | Cantons contre |
| Question          | Votes     | %     | Votes     | %      | Blancs | Nuls   | Total     | Inscrits  | Partici- pation | Entiers      | Demi         | Entiers        | Demi           |
| ----------------- | --------- | ----- | --------- | ------ | ------ | ------ | --------- | --------- | --------------- | ------------ | ------------ | -------------- | -------------- |
| Initiative 99 %   | 987 045   | 35,12 | 1 823 262 | 64,88  | 58 499 | 14 073 | 2 882 879 | 5 519 168 | 52,23           | 0            | 0            | 20             | 6              |
| Mariage pour tous | 1 828 642 | 64,10 | 1 024 307 | 35,90  | 36 336 | 13 943 | 2 903 228 | 5 519 168 | 52,60           |              |              |                |                |

## Novembre
Trois objets sont soumis à la votation populaire du 28 novembre :
1. Initiative populaire du 7 novembre 2017 « Pour des soins infirmiers forts (initiative sur les soins infirmiers) » ;
2. Initiative populaire du 26 août 2019 « Désignation des juges fédéraux par tirage au sort (initiative sur la justice) » ;
3. Modification du 19 mars 2021 de la loi fédérale sur les bases légales des ordonnances du Conseil fédéral visant à surmonter l’épidémie de COVID-19) (Loi COVID-19) (Cas de rigueur, assurance-chômage, accueil extra-familial pour enfants, acteurs culturels, manifestations)

### Résultats
| Question                            | Pour      | Pour  | Contre    | Contre | Blancs  | Nuls   | Total     | Inscrits  | Partici- pation | Cantons pour | Cantons pour | Cantons contre | Cantons contre |
| Question                            | Votes     | %     | Votes     | %      | Blancs  | Nuls   | Total     | Inscrits  | Partici- pation | Entiers      | Demi         | Entiers        | Demi           |
| ----------------------------------- | --------- | ----- | --------- | ------ | ------- | ------ | --------- | --------- | --------------- | ------------ | ------------ | -------------- | -------------- |
| Initiative sur les soins infirmiers | 2 161 272 | 60,98 | 1 382 824 | 39,02  | 50 719  | 15 775 | 3 610 590 | 5 528 244 | 65,31           | 20           | 5            | 0              | 1              |
| Initiative sur la justice           | 1 094 989 | 31,92 | 2 335 148 | 68,08  | 127 411 | 18 153 | 3 575 701 | 5 528 244 | 64,68           | 0            | 0            | 20             | 6              |
| Loi COVID-19                        | 2 222 594 | 62,02 | 1 361 084 | 37,98  | 34 318  | 15 805 | 3 633 801 | 5 528 244 | 65,73           |              |              |                |                |